# 김주성 (농구인)
김주성(金鑄城, 1979년 12월 27일~)은 대한민국의 농구 선수 출신 지도자이다. 현 KBL 원주 DB 프로미 전감독 맡고 있다.

## 이력
신장은 205cm이고 체중은 92kg이며 1998년 대학 농구 선수 첫 입문한 그는 그 해 타이 방콕 아시안 게임에 출전하였으며 이듬해 1999년부터 중앙대 대학 농구 에이스로 급부상을 한 그는 2002년 중앙대학교 졸업 후, 같은 해 2002년 원주 TG삼보 엑써스(지금의 원주 DB 프로미)에 1차 1순위로 지명 입단하였다. 원주의 첫 번째 우승인 2002~2003 시즌에서 신인상을 수상했으며, 이어 원주의 두 번째 우승인 2004 ~ 2005 시즌에서 MVP를 수상했다. 원주 동부 프로미의 주장을 맡고 있으며 등번호는 32번이다.
그리고 2015년 12월 30일. 고양 오리온 오리온스전에서 가드 조잭슨을 블록슛처리 시키며 드디어 KBL최초로 1,000블록에 성공하며 전무후무한 기록을 달성하였다.
2017-2018 시즌을 끝으로 은퇴를 하였으며, 미국에서 현재 지도자 연수를 받고 있다. 이후 원주 DB 프로미의 코치로 부임할 예정이며, 새로 이적한 김종규와 함께 빅맨을 전담해서 맡을 예정이라고 한다.